# Északi késeidenevér
Az északi késeidenevér (Eptesicus nilssonii) az emlősök (Mammalia) osztályának a denevérek (Chiroptera) rendjébe, ezen belül a kis denevérek (Microchiroptera) alrendjébe és a simaorrú denevérek (Vespertilionidae) családjába tartozó faj.

## Előfordulása
Az északi késeidenevér az egyetlen denevér, amely az északi sarkkörig előfordul. Délen az alpesi régiókat kedveli, 2000 méter magasságig található meg. Magyarországon ritka.

## Alfajai
- Eptesicus (Eptesicus) nilssonii nilssonii
- Eptesicus (Eptesicus) nilssonii parvus

## Megjelenése

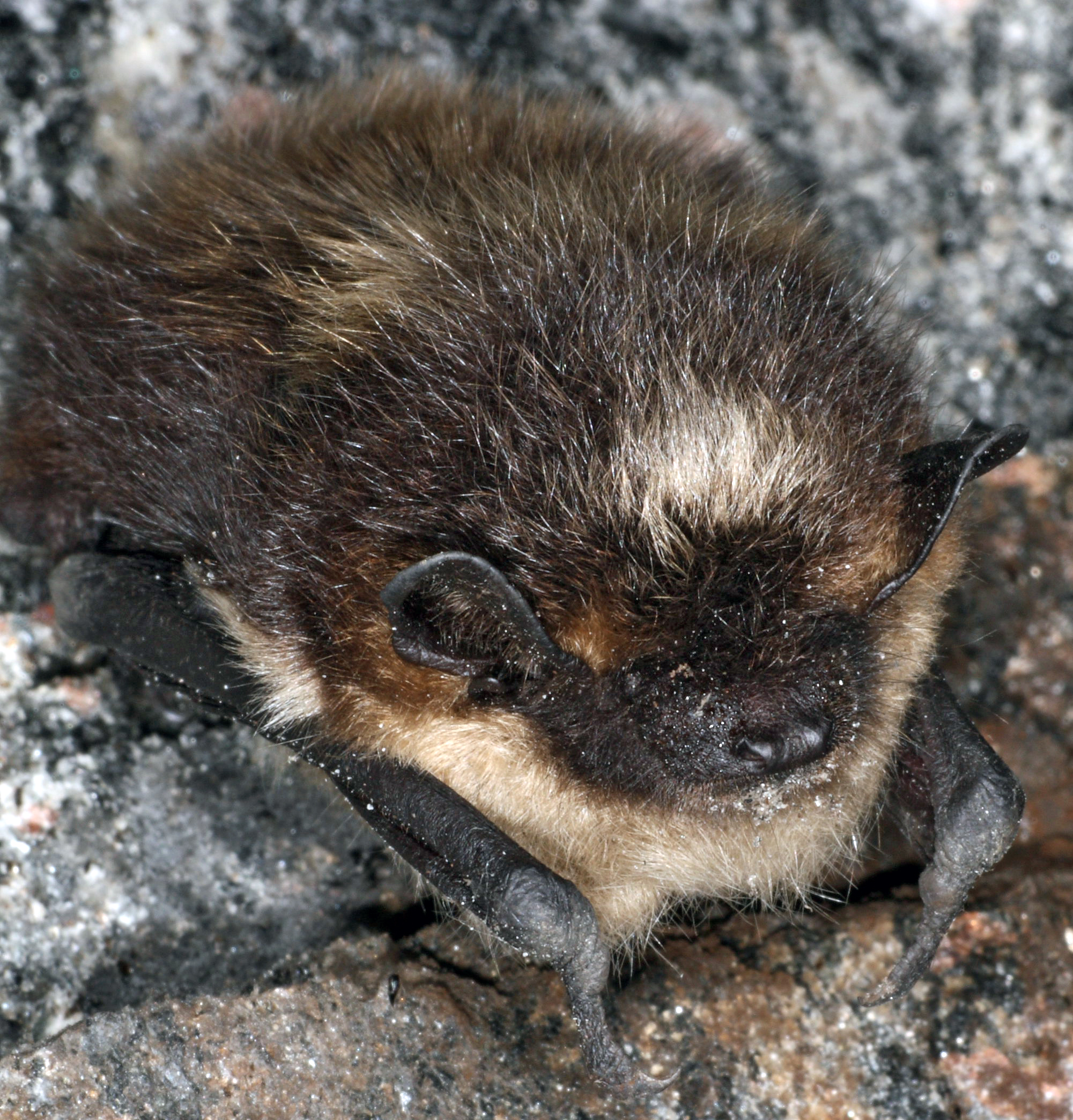
Hibernáló példány

Az északi késeidenevér testhossza 4,8-5,4 centiméter, farokhossza 3,8-4,7 centiméter, magassága 0,85-1,1 centiméter, alkarhossza 3,7-4,2 centiméter és testtömege 8-13 gramm. Hasonlít a közönséges késeidenevérhez és a fehértorkú denevérhez, de kisebb ezeknél. Emellett füle is rövidebb és szélesebb, mint a közönséges késeidenevéré. Szőrszálainak vége aranysárga fényű. Hasoldala is sárgás. Farkának csúcsa szabadon áll.

## Életmódja
Az északi késeidenevér téli és nyári szállása faodvakban, padlásokon és más, fából épült búvóhelyeken, valamint hasadékokban van. Már kora este repül, közepes vagy nagy magasságban. Röpte gyors és fordulékony. Közepes nagyságú repülő rovarokra, főként lepkékre, kétszárnyúakra, recésszárnyúakra vadászik. 
Egyike a nagy távolságokra vonuló fajoknak, ezért keveset tudunk róla.